# Lomustina
La lomustina è il principio attivo di indicazione specifica utilizzato per trattare forme tumorali durante la chemioterapia.
La lomustina è molto lipofila.

## Indicazioni
Viene usata per tumori cerebrali (per l'alta lipofilia), per il linfoma di Hodgkin e per forme tumorali solide. Essa penetra la barriera ematoencefalica.

## Controindicazioni
Da evitare in caso di gravidanza e ipersensibilità nota al farmaco.

## Effetti indesiderati
La lomustina può indurre trombocitopenia e leucopenia, provocando emorragia e infezioni estese. C'è anche il rischio di infezione polmonare acuta.
Fra gli effetti indesiderati si riscontrano nausea, diarrea, vomito, astenia.